# Formazione dei Judas Priest
Quella che segue è la lista di tutti i componenti della band Hard rock/Heavy metal Judas Priest, dagli esordi fino a oggi.
A partire dal 1973, anno del loro primo tour ufficiale, fino al 2023, il gruppo ha visto presenziare nella formazione 13 membri, con il bassista Ian Hill come unico componente costante. Tutti gli ex membri sono rimasti attivi, continuando a suonare in diverse altre band, fino al 2018, anno della scomparsa di Dave Holland; nel 2021 morì invece l'ex batterista John Hinch.

## Storia
La band, formatasi a Birmingham nel 1969, rimase per i primi anni nell'anonimato, subendo diversi cambi di formazione sin dagli inizi.
Dopo aver firmato un contratto con l'etichetta discografica Gull Records nell'aprile 1974, i Judas Priest arruolarono il chitarrista dei Flying Hat Glenn Tipton. Dopo l'uscita e la promozione dell'album di debutto della band Rocka Rolla, Hinch è stato sostituito da Alan Moore. Il batterista si è esibito in Sad Wings of Destiny, ma se n'è andato di nuovo durante le sessioni dell'album Sin After Sin, venendo sostituito da Simon Phillips, il quale, due anni dopo, venne sostituito da Les Binks. Binks rimase per gli album Stained Class e Killing Machine, prima di essere rimpiazzato dal batterista dei Trapeze Dave Holland nell'agosto 1979. Questa formazione viene considerata quella "classica".
Nel novembre 1989, Scott Travis sostituì Holland, e fece il suo esordio discografico in Painkiller, dopodiché, nel maggio 1992, la band si sciolse. 
Nel 1996 la band si riformò con un nuovo vocalisti Ripper Owens, frontman di una cover band dei Judas Priest chiamata British Steel.
Owens ha registrato due album con la band - Jugulator del 1997 e Demolition del 2001 - prima che Halford si riunisse al gruppo nel luglio 2003. 
Nell'aprile del 2011 Downing lasciò, e venne sostituito da Richie Faulkner; Secondo quanto riferito, la partenza del chitarrista è stata dovuta a divergenze con altri membri della band e con il management. Nel febbraio 2018, Tipton ha smesso di fatto di suonare con la band dopo che gli era stato diagnosticata la malattia di Parkinson, e venne sostituito da Andy Sneap.

## Formazione

### Attuale
- Rob Halford – voce (1973-1992, 2003-oggi)
- Richie Faulkner – chitarra (2011-oggi)
- Glenn Tipton – chitarra, tastiera (1974-oggi; dal 2018 parzialmente sostituito)
- Ian Hill – basso (1970-oggi)
- Scott Travis – batteria (1989-oggi)

### Ex membri
- Ripper Owens - voce (1996-2003)
- K. K. Downing - chitarra (1970-1992, 1996-2011)
- Alan Moore - batteria (1975-1976)
- John Hinch - batteria (1973-1975)
- Simon Phillips - batteria (1976-1977)
- Les Binks - batteria (1977-1979)
- Dave Holland - batteria (1979-1989)

### Membri pre-discografia
- Bruno stapenhill - basso (1969-1970)
- Al Atkins - voce (1969-1973)
- Ernie Chataway - chitarra (1969-1970)
- John Partridge - batteria (1969-1971)
- John Ellis - chitarra  (1970-1971)
- Chris Campbell - batteria (1971-1973)

## Cronologia delle formazioni

### Priest I
(aprile 1973 - giugno 1975)
- K.K. Downing - chitarre
- John Hinch - batteria
- Rob Halford - voce, armonica a bocca
- Glenn Tipton - chitarre, sintetizzatori, cori
- Ian Hill - basso

### Priest II
(giugno 1975 - marzo 1976)
- Rob Halford - voce
- Glenn Tipton - chitarra
- K.K. Downing - chitarra
- Ian Hill - basso
- Alan Moore - batteria

### Priest III
(marzo 1976- maggio 1977)
- Rob Halford: voce
- K.K. Downing: chitarra, pianoforte
- Glenn Tipton: chitarra
- Ian Hill: basso
- Simon Phillips: batteria

### Priest IV
(maggio 1977 - luglio 1979)
- Rob Halford: voce
- K.K. Downing: chitarra
- Glenn Tipton: chitarra, tastiere
- Ian Hill: basso
- Les Binks: batteria

### Priest V
(luglio 1979 - luglio 1989)
- Rob Halford - voce
- Glenn Tipton - chitarra
- K.K. Downing - chitarra
- Ian Hill - basso
- Dave Holland - batteria

### Priest VI
(1989-1992)
- Rob Halford – voce
- Glenn Tipton – chitarra
- K.K. Downing – chitarra
- Ian Hill – basso
- Scott Travis – batteria

### Priest VII
(1996-2004)
- Ripper Owens – voce
- Glenn Tipton – chitarra
- K. K. Downing – chitarra
- Ian Hill – basso
- Scott Travis – batteria

### Priest VIII
(2004-2011)
- Rob Halford - voce
- Glenn Tipton - chitarra
- K.K. Downing - chitarra
- Ian Hill - basso
- Scott Travis - batteria

### Priest IX
(2011-2018)
- Rob Halford – voce
- Glenn Tipton – chitarra
- Richie Faulkner – chitarra
- Ian Hill – basso
- Scott Travis – batteria

### Priest X
(2018-presente)
- Rob Halford – voce
- Andy Sneap – chitarra
- Richie Faulkner – chitarra
- Ian Hill – basso
- Scott Travis – batteria